# دورتزانو
دورتزانو (به ایتالیایی: Dorzano) یک کومونه در ایتالیا است که در استان بیه‌لا واقع شده‌است.

## خصوصیات
دورتزانو ۴٫۸ کیلومترمربع مساحت و ۴۹۳ نفر جمعیت دارد.